# فرودگاه لاوان
فرودگاه لاوان یا فرودگاه جزیرهٔ لاوان (یاتا: LVP، ایکائو: OIBV) فرودگاهی در جزیرهٔ لاوان در ایران است.جزیره لاوان از توابع استان هرمزگان می باشد.

## شرکت‌های هواپیمایی و مقصدهای پروازی
| شرکت‌های هواپیمایی | مقصدهای پروازی |
| ----------------- | --- |
| هواپیمایی کارون   | فرودگاه بین‌المللی شهید بهشتی اصفهان، فرودگاه بین‌المللی شهید دستغیب شیراز، فرودگاه بین‌المللی مهرآباد، فرودگاه بین‌المللی اهواز |
| هواپیمایی ساها    | فرودگاه بین‌المللی شیراز ، فرودگاه بین‌المللی مهرآباد                                                                          |